# Stara Planina (Orden)

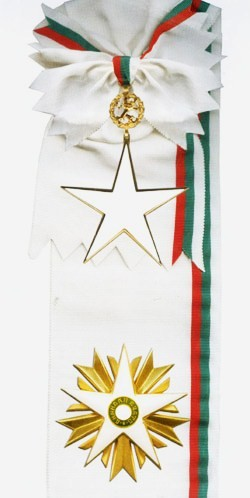
Großkreuz des Ordens „Stara Planina“ (2. Modell)

Der Orden „Stara Planina“ wurde am 4. August 1966 per Dekret Nr. 606 durch die bulgarische Nationalversammlung gestiftet und war ursprünglich zur Auszeichnung von Ausländern vorgesehen, die sich herausragende Verdienste für den Aufbau, die Stärkung und Erhaltung enger und freundschaftlicher Beziehungen zu der Volksrepublik Bulgarien erworben hatten. 
Seit 15. Juli 1994 kann der Orden für außergewöhnliche Verdienste um das Land auch an Ausländer verliehen werden. Er ist heute die höchste Auszeichnung der Republik Bulgarien.

## Ordensklassen
Der Orden besteht aus drei Klassen und teilt sich in zwei Abteilungen für Zivil- und Militärverdienste. 
- Großkreuz
- I. Klasse
- II. Klasse

## Ordensdekoration
Das Ordenszeichen der einzelnen Klassen unterscheidet sich. Beim Großkreuz handelt es sich um einen goldenen weiß emaillierten Stern, bei dem sich zwischen Öse und Aufhängung das bulgarische Wappentier, ein stehender Löwe, befindet. Das Ordenszeichen der I. und II. Klasse ist ebenfalls ein Stern, der jedoch gespaltene und unterschiedlich lange silberne Strahlen in den Winkeln besitzt. Der Stern der I. Klasse ist golden mit weißem Emaille, der Stern der II. Klasse silbern mit rotem Emaille. 
Kommt der Orden für militärische Verdienste zur Verleihung, so waren bis 2003 zwischen dem Ordenszeichen und dem Löwen gekreuzte Schwerter angebracht.
Mit der Änderung der Statuten vom 29. Mai 2003 erhielt der Orden leichte optische Veränderungen. Die Strahlen der I. und II. Klasse sind nunmehr gleichförmig lang und der Löwe ist bekrönt und von einem Eichen- und Lorbeerkranz umschlossen. Die Schwerter verlaufen jetzt gekreuzt hinter dem Löwen und dem Kranz.

## Trageweise
Das Großkreuz wird an einer Schärpe von der rechten zur linken Schulter sowie mit einem Bruststern getragen. Die I. und II. Klasse dekorieren die Auszeichnung als Halsorden. Das Ordensband ist in den Farben der Flagge Bulgariens gehalten.

## Galerie (2. Modell)

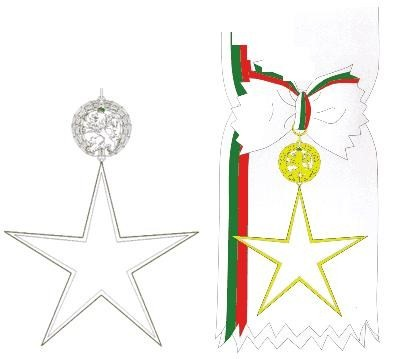
Großkreuz
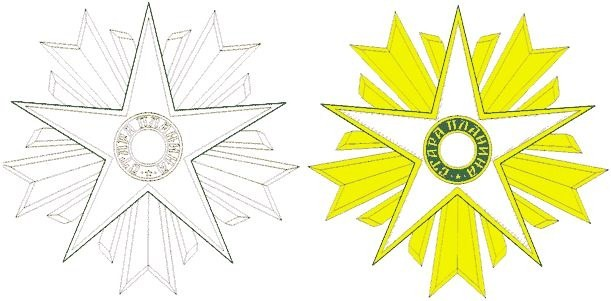
Bruststern
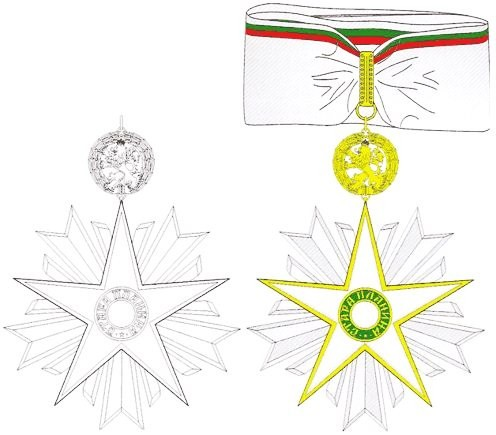
I. Klasse
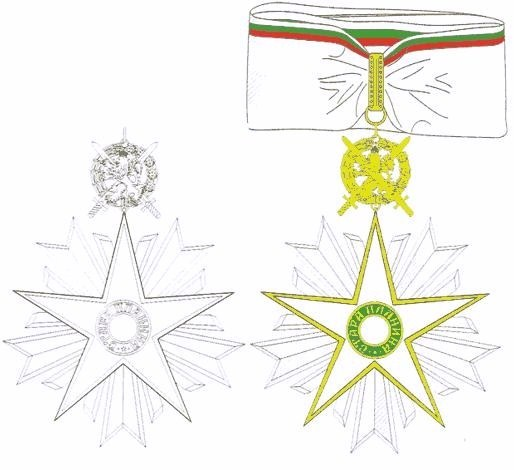
I. Klasse für Militärverdienste
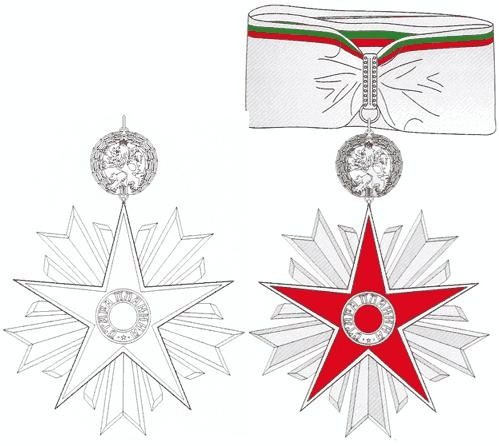
II. Klasse
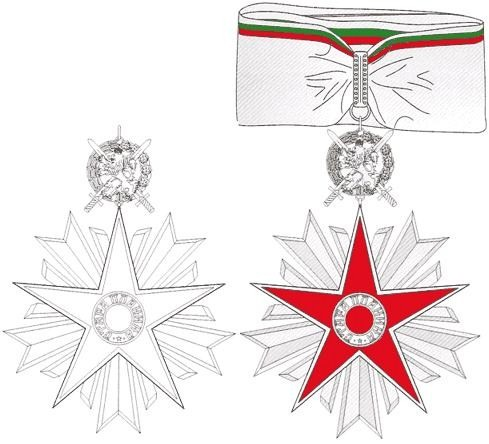
II. Klasse für Militärverdienste